# Дудник, Юрий Владимирович
Ю́рий Влади́мирович Ду́дник (укр. Юрій Володимирович Дудник; род. 26 сентября 1968[…], Луганск) — советский и украинский футболист, защитник. Мастер спорта СССР. Дядя футболиста Юрия Дудника.

## Биография
Воспитанник донецкого футбола, школы донецкого «Шахтера».

### Карьера в клубах
Большую часть игрового времени провёл, выступая за запорожский «Металлург», в составе которого в сумме сыграл 175 матчей и забил 20 голов.
В составе российского ЦСКА финалист Кубка России 1992/93 и участник Лиги чемпионов 1992/93 (2 матча).

### Карьера в сборной
За сборную Украины сыграл 2 игры.
Дебютировал 26 августа 1992 года в товарищеском матче со сборной Венгрии (1:2). Был заменен на 60-й минуте Юрием Никифоровым.
Свой второй (и последний) матч провёл 28 октября 1992 года против сборной Беларуси (1:1). Был заменен на 76-й минуте Игорем Жабченко.
| Матчи в составе сборной Украины по футболу | Матчи в составе сборной Украины по футболу | Матчи в составе сборной Украины по футболу | Матчи в составе сборной Украины по футболу | Матчи в составе сборной Украины по футболу | Матчи в составе сборной Украины по футболу | Матчи в составе сборной Украины по футболу | Матчи в составе сборной Украины по футболу | Матчи в составе сборной Украины по футболу | Матчи в составе сборной Украины по футболу | Матчи в составе сборной Украины по футболу | Матчи в составе сборной Украины по футболу | Матчи в составе сборной Украины по футболу |
| N                                          | №                                          | Дата                                       | Место                                      | Турнир                                     | Соперник                                   | Счёт                                       | Голы                                       | Минуты                                     | Замены                                     | Наказания                                  | Клуб                                       | Примечание                                 |
| ------------------------------------------ | ------------------------------------------ | ------------------------------------------ | ------------------------------------------ | ------------------------------------------ | ------------------------------------------ | ------------------------------------------ | ------------------------------------------ | ------------------------------------------ | ------------------------------------------ | ------------------------------------------ | ------------------------------------------ | ------------------------------------------ |
| 1                                          | 3                                          | 26.08.1992                                 | Венгрия, Ньиредьхаза, «Городской»          | Товарищеский матч                          | Венгрия                                    | 1 : 2                                      |                                            | 59                                         | 60'                                        |                                            | «Металлург» (Запорожье)                    |                                            |
| 2                                          | 4                                          | 28.10.1992                                 | Беларусь, Минск, «Динамо»                  | Товарищеский матч                          | Беларусь                                   | 1 : 1                                      |                                            | 75                                         | 76'                                        |                                            | «Металлург» (Запорожье)                    |                                            |
| Итого:                                     | Итого:                                     | Итого:                                     | 2 игры; +0 =1 −1; голы 2:3 (−1)            | 2 игры; +0 =1 −1; голы 2:3 (−1)            | 2 игры; +0 =1 −1; голы 2:3 (−1)            | 2 игры; +0 =1 −1; голы 2:3 (−1)            |                                            | 134 мин.                                   | 134 мин.                                   |                                            |                                            |                                            |

### Карьера тренера
Тренерскую карьеру начал в 2006 году в черкасском «Днепре». Годом позже вернулся в родной Луганск в структуру местной «Зари». В 2009 году назначен исполняющим обязанности главного тренера основной команды. С 2012 по 2022 год тренировал молодежную команду.